# 충청남도 산림자원연구소
충청남도 산림자원연구소(忠淸南道 山林資源硏究所)는 충청남도의 임업발전, 산림관리 등의 사무를 관장하기 위하여 충청남도청 산하에 설치된 사업소이다.
연구소장은 지방기술서기관이나 지방녹지연구관으로 보한다. 산하에 금강자연휴양림, 금강수목원, 산림박물관, 열대온실, 동물마을, 나무병원등이 설치되어 있고, 태안반도 지역에는 안면도자연휴양림과 안면도수목원을 조성하여 운영하고 있다.

## 연혁
- 1918년 3월: 충청남도 연기사방사업소
- 1938년 3월 1일: 충청남도 임업시험장 설치
- 1993년 9월 1일: 예산치산사업소와 임업시험장 통폐합
- 1994년 7월 15일: 연구소 이전 (공주시 반포면 도남리)
- 1997년 2월 10일: 충청남도 자연학습원이 연구소에 흡수 · 통합
- 1997년 10월 31일: 산림박물관 개관
- 2004년 2월: 금강수목원 변경등록
- 2008년 7월 1일: 산림환경연구소에 휴양림관리사업소 통합
- 2012년 7월 1일: 공주시 반포면에서 세종특별자치시 금남면으로 행정구역변경
- 2017년 1월 1일: 산림자원연구소로 명칭변경

## 조직
소장
- 관리과
- 임업시험과
- 태안사무소
- 보령사무소

## 시설현황

### 휴양림
- 숲속의집은 단독형태의 숙박시설로 6동 7실로 운영되고 있으며, 6인실(잣나무방, 벚나무방, 잎갈나무방), 8인실(참나무방, 백송방), 14인실(목련방), 20인실(느티나무방)로 구성되어 있다.
- 산림휴양관은 연립형태의 숙박시설로 1동 5실로 운영되고 있으며, 6인실(미선나무방, 이팝나무방), 8인실(국수나무방, 자작나무방), 30인실(모꼬지방)로 구성되어 있다.
- 야영장은 데크(3 x 4) 15조 , 잔디블럭(8 x 8.5) 12조로 구성되어 있다.
- 잔디구장에는 족구장과 축구장이 있으며 규모는 8,711m2이다.

### 충청남도산림박물관
산림사료의 영구적인 보존 전시, 산림에 대한 국민계도, 자연학습교육 등을 목적으로 국립산림박물관에 이어 지방에서는 최초로 개관하였다. 건물의 외부는 백제를 비롯한 한국전통목조건물 양식에 따라 지붕의 귀솟음, 기둥의 배흘림을 반영하였다. 전면에는 십장생도와 연화·인동 무늬를 동판에 새겨붙여 전통사상을 나타냈다. 측면에는 전통창살 무늬를 배경으로 소나무 무늬를, 후면에는 연화 · 인동 무늬 가운데 수호신적 의미를 지닌 귀면무늬 장식을 하였다. 내부는 안면도 소나무·잣나무·은행나무등 국산목재 14종을 이용 벽체마감하는 등 전통건축 양식을 최대한 반영하였다.